# Gladiator (rijwiel-, motor- en autofabrikant)

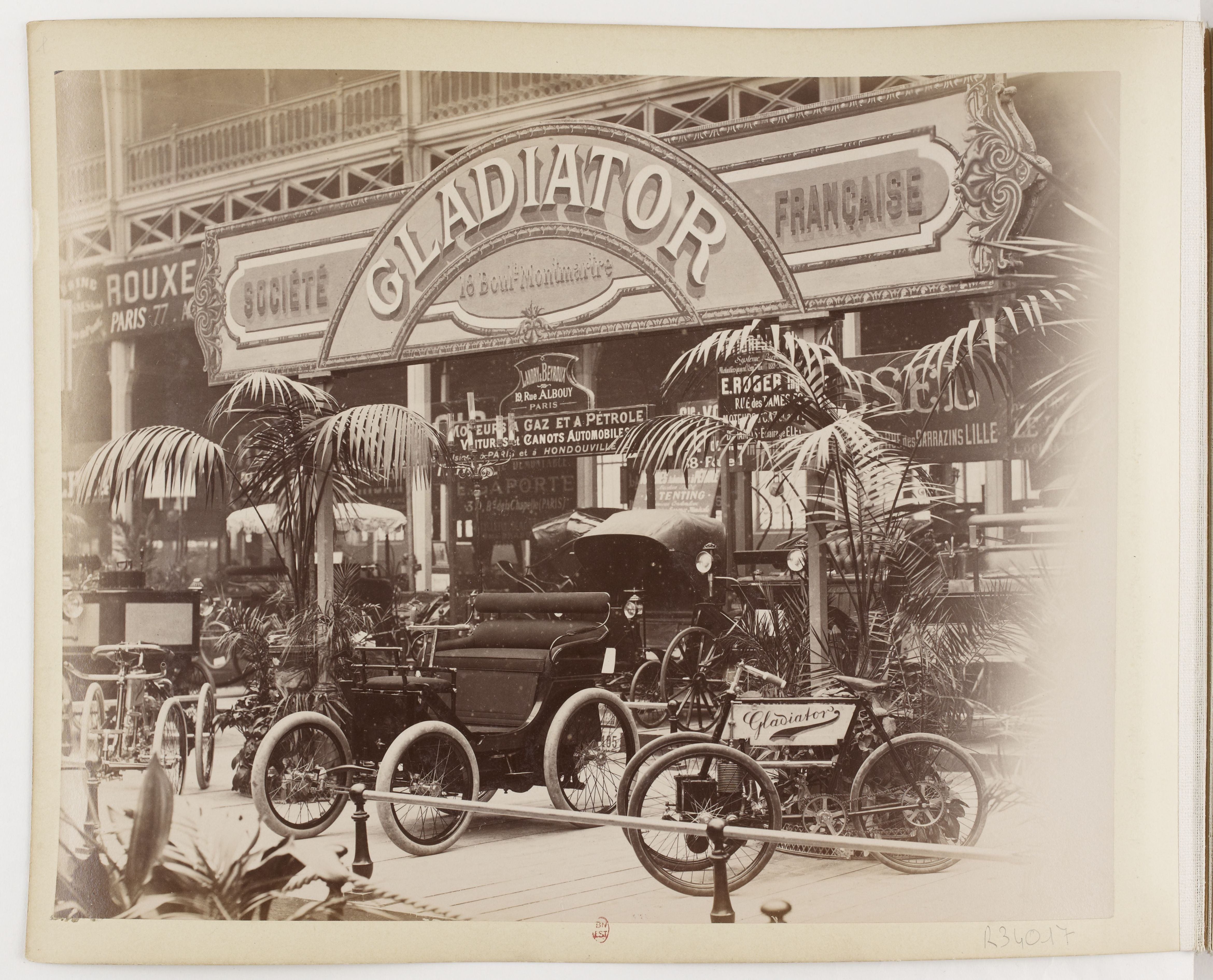
Presentatie van Gladiator-producten op het Salon du Cycle van 1896 in Parijs

Gladiator was een Franse constructeur van rijwielen, motorfietsen en auto's; actief van 1891 tot kort na 1930.

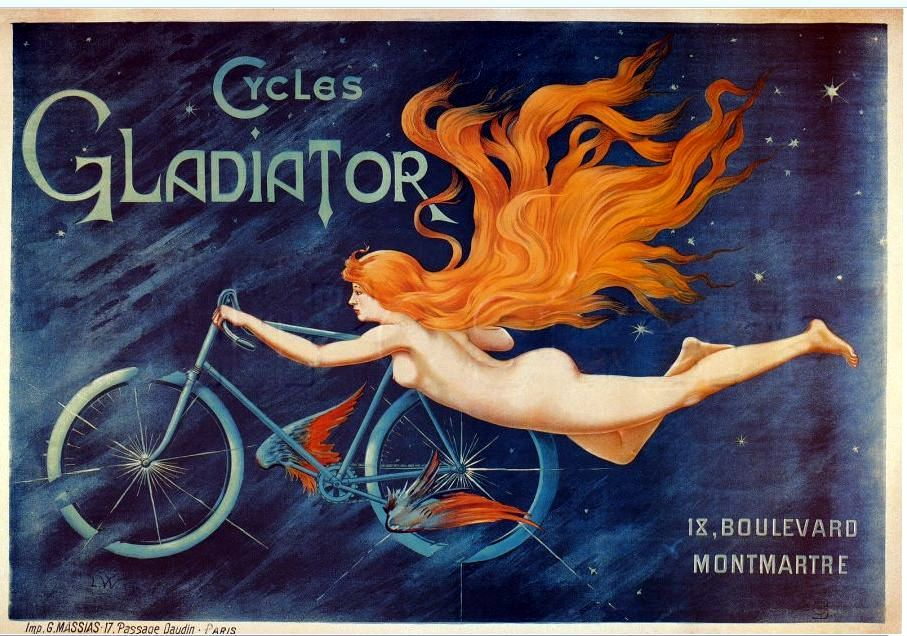
Affiche voor het fietsenmerk Gladiator.

Het bedrijf ontstond in 1891, toen Paul Aucoc en Alexandre Darracq in de Parijse voorstad Le Pré-Saint-Gervais een rijwielfabriek oprichtten. Hiermee wilden zij de concurrentie aangaan met de buitenlandse, voornamelijk Britse, rijwielfabrikanten. Het initiatief kende snel succes, mede dankzij grote bestellingen van het Franse leger en de Franse posterijen. In 1894 werd al een eerste motorfiets geproduceerd.
Vijf jaar na de stichting, in 1896, werd Gladiator overgenomen door een Frans-Britse groep, bestaande uit de rijke Franse rijwiel- en bandenfabrikant Adolphe Clément en de Britse autobouwer Lord Charles Chetwynd-Talbot. In 1898 volgde de bouw van een eerste automobiel van het merk Gladiator. In 1905 waren al vijf modellen beschikbaar. Modellen met kettingaandrijving werden onder de merknaam Gladiator verkocht, en modellen met asaandrijving onder het merk Clément-Gladiator. In het Verenigd Koninkrijk werd ook het merk Clément-Talbot gebruikt. Een belangrijk deel van de autoproductie, in sommige jaren tot 80%, werd in het Verenigd Koninkrijk aan de man gebracht.
De verkoopcijfers waren matig, ondanks de goede kwaliteit van de voertuigen. Enerzijds was de verkoopprijs hoog, en anderzijds volgen de modellen met steeds nieuwe technische snufjes elkaar in hoog tempo op, waardoor de voorgaande modellen snel verouderd raakten. Eind 1909 stond het bedrijf aan de rand van de afgrond. Het werd voor weinig geld opgekocht door automobielfabriek Vinot & Deguingand, die een fabriek had in Puteaux. De auto's van het merk Gladiator worden voortaan in Puteaux gebouwd. Vinot bouwde hier ook modellen met het ontwerp van Gladiator. Na de Eerste Wereldoorlog hield het automerk op te bestaan.
De bouw van rijwielen werd ook na 1909 voortgezet in de fabriek in Le Pré-Saint-Gervais. Daar werden tijdens de Eerste Wereldoorlog tevens mitrailleurs gefabriceerd voor het Franse leger. De rijwielproductie bleef bestaan tot kort na 1930.

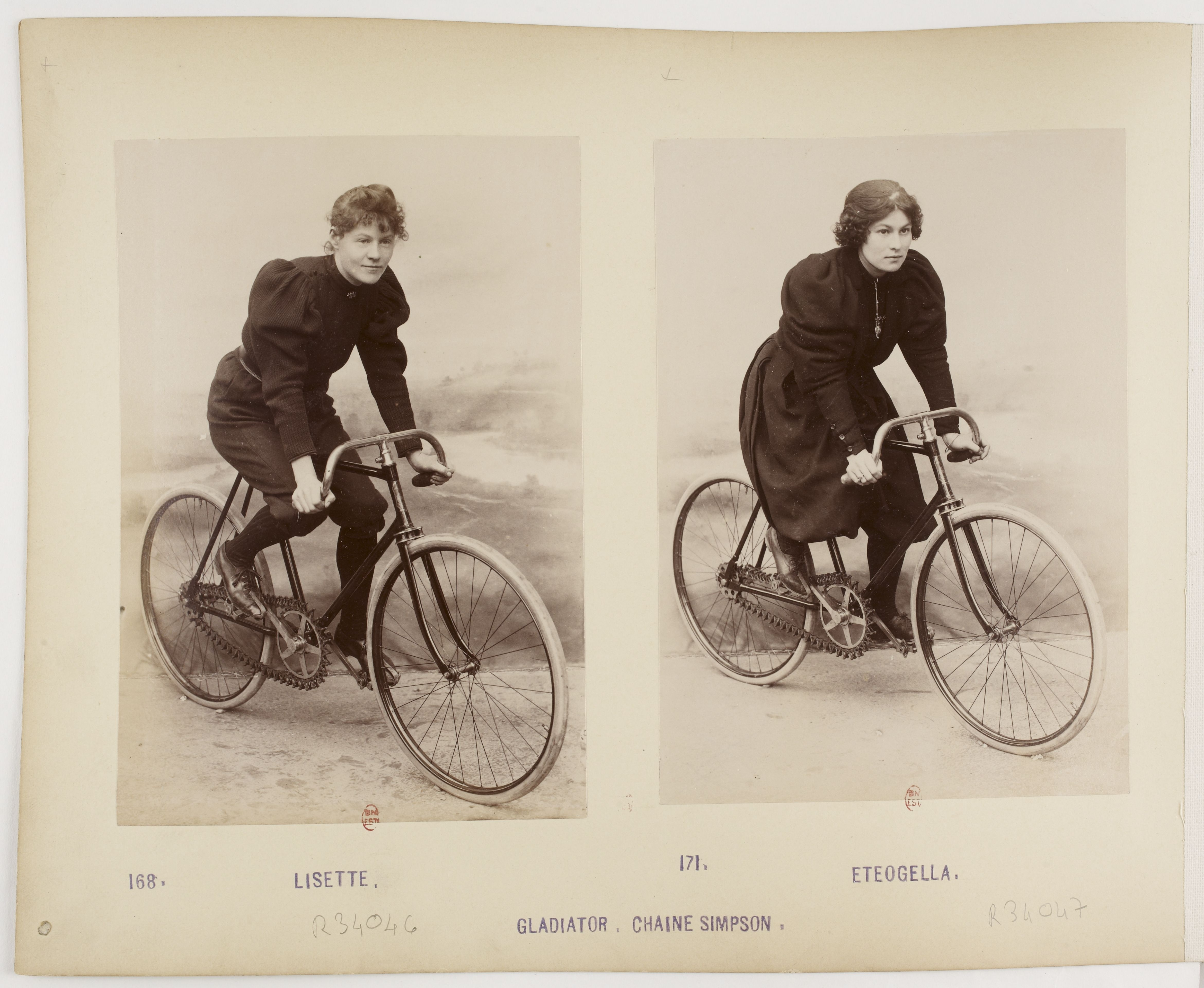
Fietsen van het merk Gladiator, 1896
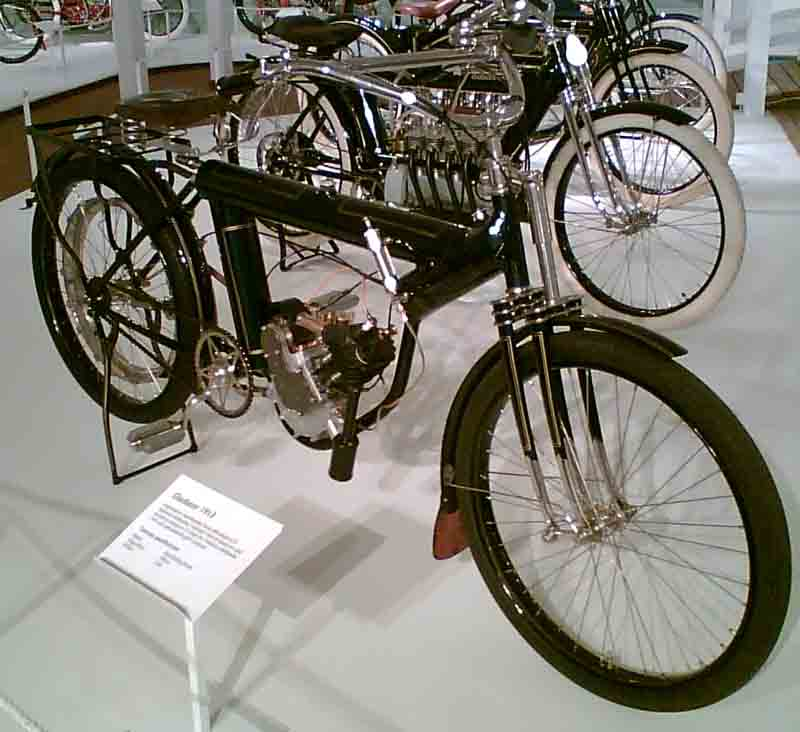
Een Gladiator-motorfiets uit 1913
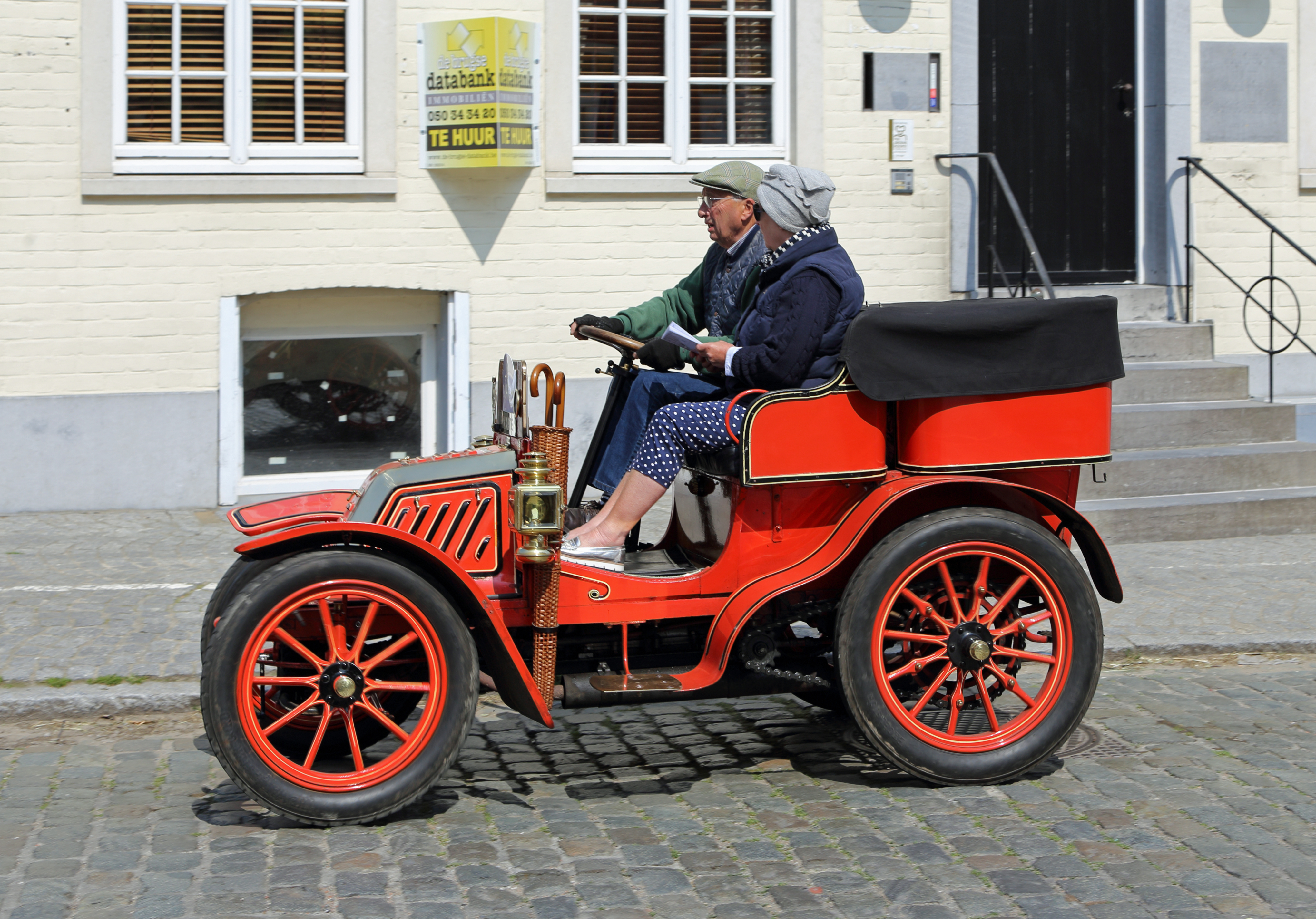
Een automobiel met kettingaandrijving van Gladiator uit 1902
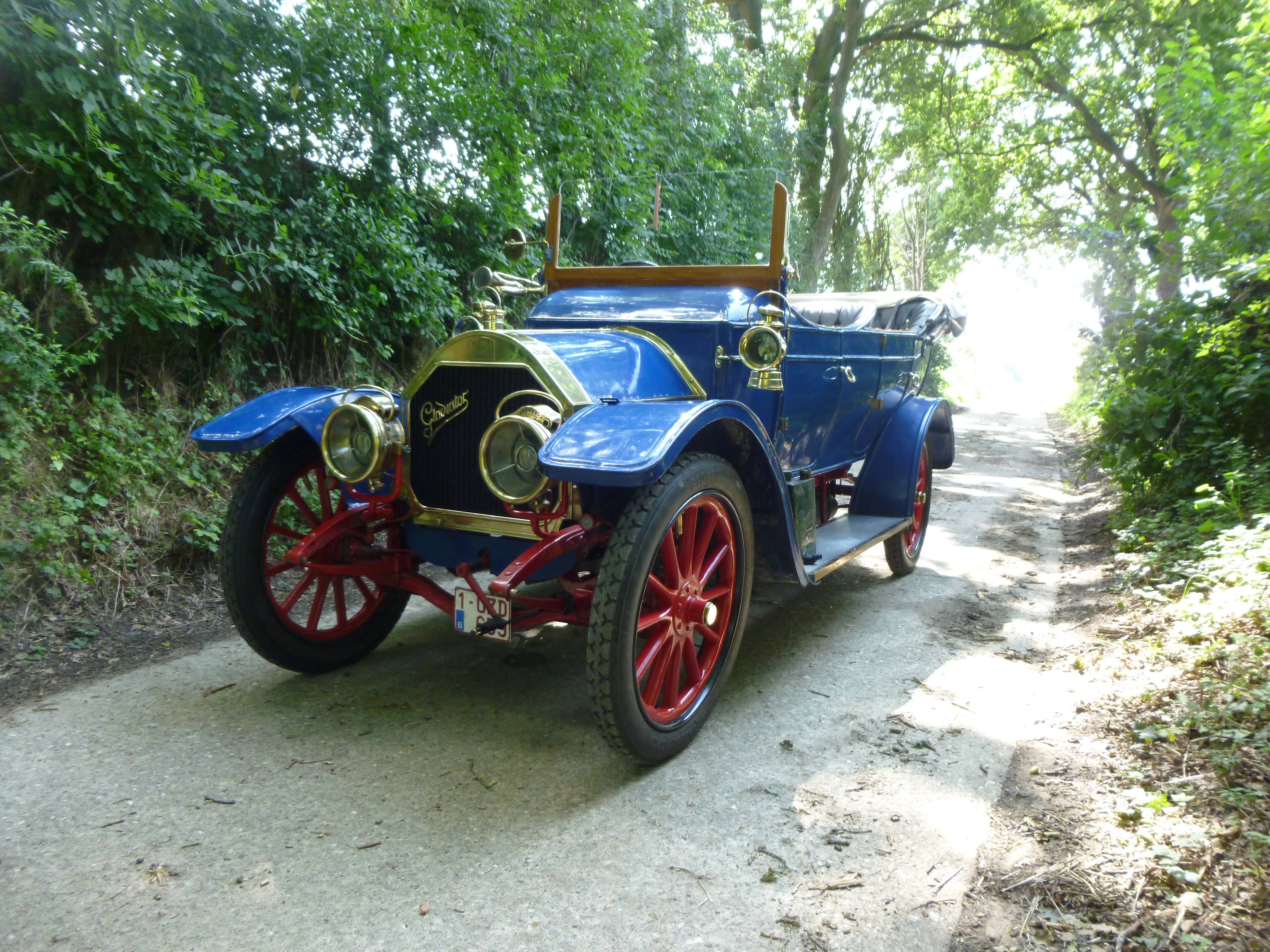
Gladiator Type P uit 1910 gebouwd in Puteaux